# Цигнадзе, Вера Варламовна
Ве́ра Варла́мовна Цигна́дзе (1924 — 2016) — грузинская советская балерина, педагог.. Народная артистка Грузинской ССР (1955).

## Биография
Родилась 24 сентября 1924 года в Баку.
В 1943 году окончила Бакинское хореографическое училище и была принята в труппу АзГАТОБ имени М. Ф. Ахундова. Танцевала в кордебалете, но уже в 16 лет подготовила под руководством Д. Н. Гациновой партию Раймонды из балета «Раймонда» А. К. Глазунова. В 1946 году переходит в Грузинский театр оперы и балета им. Палиашвили, становится там ведущей солисткой. С 1948 года стала партнёршей Вахтанга Чабукиани.
Танец Веры Цигнадзе отличался техничностью, мягкой женственностью и лёгкостью движений.
Вера Цигнадзе много гастролировала по городам СССР, выезжала на зарубежные гастроли в Париж, США, Испанию, Бразилию, Чили.
С 1969 года преподаёт классический танец в Тбилисском хореографическом училище.

## Балетные партии
- «Дон Кихот» Л. Ф. Минкуса — Китри[1]
- «Лебединое озеро» П. И. Чайковского — Одетта—Одиллия
- «Жизель» Адана — Жизель
- «Шопениана» Ф. Шопена — Сильфида
- «Отелло» А. Д. Мачавариани — Дездемона
- «Лауренсия» А. А. Крейна — Лауренсия
- «Красный мак» Р. М. Глиэра — Тао Хоа
- «Бахчисарайский фонтан» Асафьева — Мария
- «Демон» С. Ф. Цинцадзе — Тамара
- «Синатле» Г. В. Киладзе  — фея Добра
- «Горда» Д. А. Торадзе — Ирема

## Видеография
- 1960 — «Венецианский мавр (Отелло)» — Дездемона

## В филателии
В декабре 2005 года грузинская почта выпустила серию из двух марок «Грузинский балет». На первой марке  (Mi #488) изображена Вера Цигнадзе, на второй  (Mi #489) — советский грузинский артист балета, балетмейстер, педагог, народный артист СССР Вахтанг Чабукиани.
| Почтовые марки Грузии «Грузинский балет» (2005)      | Почтовые марки Грузии «Грузинский балет» (2005) |
| ---------------------------------------------------- | ----------------------------------------------- |
|                                                      |                                                 |
| 40 лари — Вера Цигнадзе, 50 лари — Вахтанг Чабукиани |                                                 |

## Признание и награды
- орден Чести (1995)[3]
- орден Ленина (17.04.1958)
- орден Трудового Красного Знамени (30.11.1950)[4]
- Сталинская премия первой степени (1948) — за исполнение партии феи Добра в балете «Синатле» Г. В. Киладзе в ГрАТОБ имени З. П. Палиашвили
- Сталинская премия второй степени (1951) — за исполнение партии Иремы в балете «Горда» Д. А. Торадзе[5]
- народная артистка Грузинской ССР (1955)
- Почётный гражданин Тбилиси (2009)